# Wienerfilharmonikernas nyårskonsert 1989
Wienerfilharmonikernas nyårskonsert 1989 räknas som den 49:e nyårskonserten från Wien och ägde rum den 1 januari 1989 i Wiens Musikverein. Det var den 31:a nyårskonserten vars 2:a del sändes på TV via Eurovision. Dirigent var för första gången Carlos Kleiber.

## Historia
Strikt räknat var det Wienerfilharmonikernas 44:e nyårskonsert, eftersom det inte var förrän 1946 som namnet introducerades. Dessutom var det den 50:e Årsskifteskonserten, då det vid årsskiftet 1939/40 gavs en Außerordentliches Konzert (extraordinär konsert) av Wienerfilharmonikerna, som dock ägde rum på nyårsafton 1939. Från 1941 dirigerades nyårskonserten av Clemens Krauss, med undantag för åren 1946 och 1947 då Krauss förbjöds att dirigera på grund av sin närhet till nazistregimen och ersattes av Strausspecialisten Josef Krips.
Efter Clemens Krauss död 1955 följde Willi Boskovsky, konsertmästare i Wienerfilharmonikerna, som dirigerade konserten 25 gånger i rad. Från 1980 till 1986 följde sju konserter med dirigenten Lorin Maazel, som tjänstgjorde som chef för Wiener Staatsoper från 1982 till 1984. Därefter beslutade Wienerfilharmonikerna att bjuda in en ny dirigent varje år.
Bland de tre första inbjudna fanns dirigenter som hade haft ett betydande inflytande på orkestern på olika sätt under efterkrigstiden: Herbert von Karajan 1987, chef för Staatsoper 1957–1964, Claudio Abbado, musikchef för Staatsoper från 1986 och slutligen Carlos Kleiber 1989.

## Kleibers betydelse
Carlos Kleiber dirigerade Wienerfilharmonikernas nyårskonsert endast två gånger, 1989 och 1992. Dessa två konserter intar en speciell plats i institutionens historia, eftersom Kleiber var och betraktades som Johann Strauss-experten framför andra och hans tolkning av Ouvertyren till Läderlappen med Wienerfilharmonikerna som "det ultimata förverkligandet av detta musikstycke". Musikforskaren Peter Overbeck beskrev orsaken till den höga acceptansen av den "exceptionella dirigenten" (i samband med en recension av en repetitionsinspelning av Läderlappsouvertyren 2003) på följande sätt: "den sällsynta kombinationen av elegans, lätthet och entydighet i dirigeringen, i kombination med högsta musikalitet".
Konsertprogrammet var starkt inriktat på den populära Johann Strauss den yngre. 11 av de 16 verk som presenterades skrevs av honom, liksom fyra polkor av hans yngre bror Josef Strauss och den obligatoriska avslutningen med Radetzkymarschen av Johann Strauss den äldre. Förutom Läderlappsouvertyren inkluderade konsertens höjdpunkter de tre långa valserna Accelerationen, Künstlerleben och Frühlingsstimmen av Johann Strauss den yngre samt Pizzicato-Polka, som komponerades gemensamt av de två bröderna. "Så vacker, så underbart mjuk, delikat och fint nyanserad ner till pricken över i:et och mycket spänd och nervig, kan man bara mycket sällan höra musiken från Firma Strauss Fader & Söner. Och inte ens vid Wienerfilharmonikernas traditionella nyårskonsert är detta på något sätt normen."
Så sent som 2014, i samband med nyårskonsertens 75-årsjubileum, kom man ihåg att "de två Kleiberkonserterna var bland de bästa, mest energiska under dessa 75 år". 1992 tog Kleiber över nyårskonserten i stället för Leonard Bernstein, som dog 1990. När filharmonikerna försökte övertala honom för en tredje nyårskonsert lär han ha sagt till orkesterns ordförande Werner Resel att två räckte och att han inte kunde le i två timmar.
Som har varit fallet varje år sedan 1980 var blomsterdekorationerna en gåva från den italienska staden San Remo.

### Krav och eftergifter
Förberedelserna för konserten var extremt tidskrävande, eftersom Kleiber insisterade på exceptionella notmaterial för alla musiker. Orkesterns ordförande Werner Resel sa i en intervju: "Den här nyårskonserten blev försenad och till slut ville han göra den. Han ville prova." Filharmonikerna gick med på nästan alla maestroens önskemål, han behövde inte ge en intervju. När han fick höra att det naturligtvis skulle bli klappningar under det obligatoriska extranumret av Radetzkymarschen ville han inte ha det. Han sägs ha sagt: "Jag säger dig, herr Resel, om det klappas, så låter jag utrymma salen." Styrelsen för Wienerfilharmonikerna lyckades till sist göra klart för dirigenten att det inte gick att göra så med publiken och att det var en långvarig tradition. Resel: "Han stod ut med även det."

## Program

### 1:a delen
- Johann Strauss den yngre: Accelerationen. Vals, op. 234 (Speltid 08:44 Minuten)
- Johann Strauss den yngre: Bauern-Polka. Polka française, op. 276 (03:09)
- Johann Strauss den yngre: Bei uns z'Haus. Vals, op. 361 (08:52)
- Josef Strauss: Die Libelle. Polka Mazur, op. 204 (05:05)
- Johann Strauss den yngre: Ouvertyren till Läderlappen (08:24)

### 2:a delen
- Johann Strauss den yngre: Künstlerleben. Vals, op. 316 (09:20)
- Josef Strauss: Moulinet. Polka française, op. 57 (03:21)
- Johann Strauss den yngre: Éljen a Magyar!. Polka schnell, op. 332 (02:51)
- Johann Strauss den yngre: Im Krapfenwald'l. Polka française, op. 336 (04:11)
- Johann Strauss den yngre: Frühlingsstimmen. Walzer, op. 410 (07:00)
- Johann Strauss den yngre & Josef Strauss: Pizzicato-Polka (03:08)
- Johann Strauss den yngre: Csárdás ur balettmusiken till operan "Ritter Pásmán" (04:30)
- Josef Strauss: Plappermäulchen. Polka schnell, op. 245 (03:10)

### Extranummer
- Josef Strauss: Jokey-Polka (Polka schnell), op. 278
- Johann Strauss den yngre: An der schönen blauen Donau, Vals, op. 314
- Johann Strauss den äldre: Radetzkymarsch, op. 228

Verkförteckningen och verkens ordning finns på Wienerfilharmonikernas webbplats.
Bauern-Polka spelades för första gången vid en nyårskonsert.

## Inspelningar
En live-inspelning av konserten släpptes på två CD 1989. Sony förvärvade rättigheterna att distribuera CD:n efter att ha nått ett rekordhögt pris på 50 D-mark.[4] I ett försök att hitta en balans överförde Kleiber rättigheterna till Deutsche Grammophon. Den tidigare presidenten för Deutsche Grammophon sa om CD-kontraktet: "Sony erbjöd för mycket pengar. Vi tänkte: "Om det bara är dansmusik, hur mycket skulle det kosta att ge ut en CD med Beethovens verk?"

## Weblänkar
- Wienerfilharmonikernas nyårskonsert 1989 på Youtube
- Program för nyårskonserten 1989 på wienerphilharmoniker.at
- Johann Strauss (Sohn): Ouvertüre aus der Operette Die Fledermaus, Mitschnitt des Neujahrskonzerts 1989
- Johann Strauss (Sohn): Frühlingsstimmen (Walzer), op. 410, Mitschnitt des Neujahrskonzerts 1989
- Johann Strauss (Vater): Radetzky-Marsch, op. 228, Mitschnitt des Neujahrskonzerts 1989